# Landinho
Rolando António Pereira Rocha Almeida (sinh ngày 13 tháng 1 năm 1993) hay Landinho, là một cầu thủ bóng đá người Bồ Đào Nha thi đấu cho AD Fafe ở vị trí tiền vệ.
.

## Sự nghiệp bóng đá
Vào ngày 6 tháng 10 năm 2013, Landinho có màn ra mắt cho Portimonense trong trận đấu tại Giải bóng đá hạng nhất quốc gia Bồ Đào Nha 2013–14 trước Santa Clara thay cho Hugo Gomes (phút thứ 63).